# Адванс (Индијана)
Адванс (енгл. Advance) град је у америчкој савезној држави Индијана.

## Демографија
По попису из 2010. године број становника је 477, што је 85 (-15,1%) становника мање него 2000. године.
| Група             | 2000.       | 2010.       |
| Белци             | 555 (98,8%) | 461 (96,6%) |
| Афроамериканци    | 0 (0,0%)    | 2 (0,4%)    |
| Азијати           | 0 (0,0%)    | 3 (0,6%)    |
| Хиспаноамериканци | 7 (1,2%)    | 4 (0,8%)    |
| Укупно            | 562         | 477         |